# Quisisana Palace
Dům Quisisana Depandace Palace, po druhé světové válce s názvem lázeňský dům Quisisana, často nazýván pouze Quisisana, stojí v Karlových Varech v ulici Mariánskolázeňská 298/3. Nechal jej postavit Anton Pupp v letech 1887–1888. V současné době je využíván jako hotelová depandance Grandhotelu Pupp.
Je prohlášen za kulturní památku, památkově chráněn je od 3. května 1958, resp. od roku 1981, rejstř. č. ÚSKP 18222/4-4135.

## Historie
Dům nechal postavit pro svoji manželku Marii v letech 1887–1888 Anton Pupp. Architekt není s jistotou znám, předpokládá se, že jím byl Alfred Bayer. Dům byl původně zamýšlen pro rodinné bydlení, sloužil však též jako depandance Grandhotelu Pupp. Pokoje zde byly pronajímány za stejnou cenu jako v hlavní budově hotelu.
V roce 1924 byl majitelem domu zapsán Karl Pupp. V témže roce byl dům přepsán na majitele Leo Puppa (vnuka Antona Puppa) a jeho manželku Emmy, rozenou Kifflovou, dceru majitele Poštovního dvora. Nový vlastník Leo Pupp v letech 1929–1930 zadaptoval a zmodernizoval dům do dnešní podoby. V letech 1930–1935 byl zapsán Leo Pupp jako jediný vlastník. Další z majitelů byl Theodor Pupp. Poté zdědila dům Emmy Puppová, rozená Klifflová.
Během druhé světové války se Quisisana, jako všechny ostatní karlovarské lázeňské domy a hotely, změnila na nemocnici pro raněné německé vojáky. Její majitelka Emmy Puppová v té době bydlela ve vile Pupp. Po válce byla Quisisana majitelce Emmy Puppové zkonfiskována a ona i její dvě dcery byly odsunuty. Národním správcem byl Okresní správní komisí jmenován Otakar Kadleček, než však stačil majetek převzít, přišli zástupci Rudé armády a dům obsadili. Uvolnili jej v roce 1947. Poté dům spravovaly Československé hotely, od 1. ledna 1950 ministerstvo zdravotnictví a od konce roku 1960 Městský národní výbor Karlovy Vary. Podnik místního hospodářství pak změnil Quisisanu na obytný dům.
Počátkem nového tisíciletí byly nájemníci vystěhováni a v roce 2005 byl dům, silně napadený dřevomorkou a plísní, nabídnut k prodeji. Zareagovalo osm zájemců z Číny, Ruska a České republiky. Podmínky prodeje však byly nejasné a dražba, kterou organizovalo město, byla odsunuta. Dům byl později prodán a v roce 2011 došlo k jeho celkové opravě. Architektonický návrh zpracoval architekt Alexandr Mikoláš se spoluúčastí Petra Holana, Oty Kašparovského a Michala Švece.
V současnosti (prosinec 2022) je budova provozována jako depandance Grandhotelu Pupp. U katastrálního úřadu je evidována jako objekt k bydlení v majetku společnosti Exklusive-apartments s.r.o.

## Popis
Dům ve stylu pozdního historismu stojí v lázeňská části města proti Grandhotelu Pupp na druhé straně řeky Teplé. Byl postaven v době Zlaté éry Karlových Varů (1871–1914) a patří mezi nejvýznamnější stavby města. Jedinečné je uliční průčelí s motivem lodžií ve čtyřech podlažích nad sebou s konvexně vydutými balkony.
Dům je dispozičně řešen třemi částmi, se střední chodbou, schodištěm v zadním traktu a křídlem do dvora na východní straně. Uliční průčelí je osmiosé s lodžií ve střední části. Vstup je situován na pravou stranu průčelí a je po stranách osazen dvěma atlanty. Ti, stejně jako druhá dvojice na opačné straně průčelí, podpírají dvojpodlažní arkýř. Lodžie v přízemí je zasklená, s balustry v parapetních výplních. První a druhé patro jsou řešeny analogicky – patrová a poprsníková římsa, okna arkýřů s masivními rustikovanými šambránami; v krajních osách jsou okna pilastrová s prolomeným trojúhelníkovým frontonem nahoře s čučkem. Lodžie jsou podpírány třemi sloupy s volutovými hlavicemi, v zábradlí s balustrádou. Parapety arkýřů zdobí festony. Oba arkýře vynášejí do třetího patra balkony s pilastry a litinovým zábradlím. Stejné zábradlí má i lodžie. Ta je též podpírána identickými třemi sloupy. V krajové ose jsou okna s přímou nadokenní římsou olemována šambránami s ušima. Nad korunovou konzolovou římsou v mansardě je uprostřed průběžná lodžie. V předposledních osách jsou samostatné lodžie se sdruženým oknem, pilastry a kladím zakončeny trojúhelníkovým štítem. V krajních osách jsou umístěny samostatné mansardy s okny orámovanými pilastry. Celé mansardové podlaží zdobí zábradlí stejného typu, jaké je použito i ve třetím patře. Oba arkýře vrcholí věžemi spojenými nápisem se jménem budovy.